# مجموعة النجوم الزائفة الكبرى

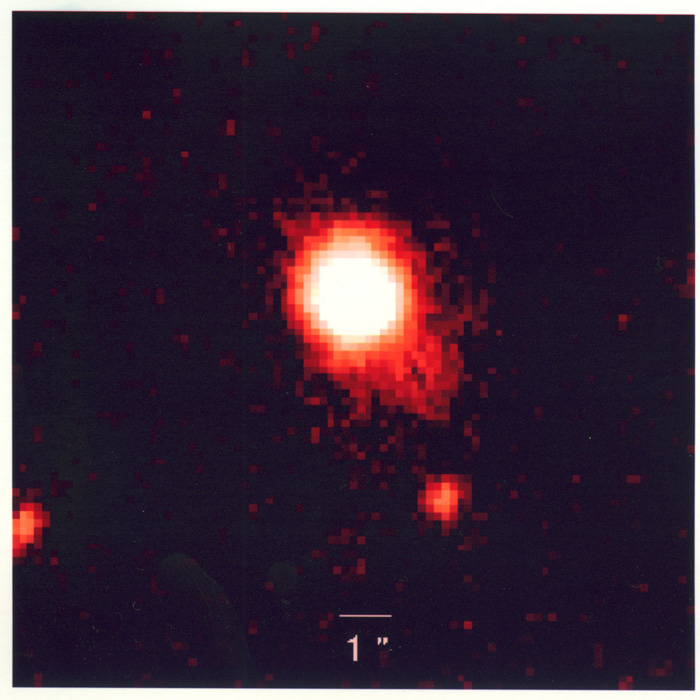
هذه الصورة المأخوذة بالأشعة تحت-الحمراء تمثل صورة مزيفة الألوان لأحد أشد الكويزارات لمعانا المرصودة.

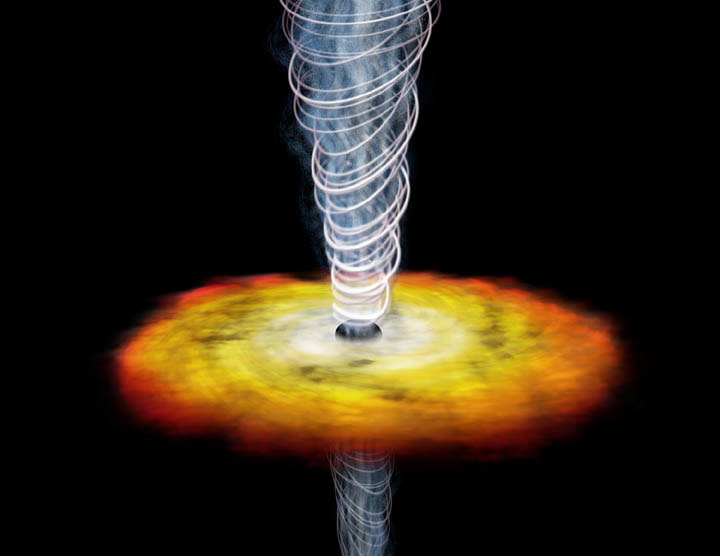
صورة فنية توضح مكونات النجم الزائف.

مجموعة النجوم الزائفة الكبرى (بالإنجليزية: Large quasar group)‏ هي مجموعة من النجوم الزائفة (نواة مجرة نشطة من اشكال الثقوب السوداء الهائلة والفائقة النشاط) ويعتقد أنها تشكل أكبر الهياكل الفلكية في الكون المعروف.
ويعتقد ان مجموعة النجوم الزائفة الكبرى ترتبط بخيط المجرات ولها نفس التكوين. ومنذ عام 1982 كان من المعروف أن النجوم الزائفة تميل إلى مجموعة معا في كتل أو «هياكل» من أحجام كبيرة، وتشكيل مجموعات كويزار كبيرة، وقال الباحثون هذه مجموعة كبيرة بحيث أنه تتحدى النظرية الكونية الحديثة. في 11 يناير 2013، تم الإعلان عن اكتشاف مجموعة نجوم زائفة كبرى ضخمة في جامعة سنترال لانكشاير، وصف بأنها أكبر هيكل معروف في الكون في ذلك الوقت. وهي تتألف من 73 من النجوم الزائفة لدرجة ان الضوء بسرعته الخيالية يستغرق حوالي 1.4 بليون سنة ضوئية لعبورها في أوسع نقطة.